# Кременага
Кременага (итал. Cremenaga) — коммуна в Италии, располагается в провинции Варесе области Ломбардия.
Население составляет 807 человек (2008 г.), плотность населения составляет 175 чел./км². Занимает площадь 5 км². Почтовый индекс — 21030. Телефонный код — 0332.
В состав муниципалитета Кременаги входят фракции (подразделения, в основном деревни и деревни) Сассо-дель-Кастелло, Мирабелло, Кампанья, Монте-Сетте-Термини (и Беделони) и Кашина-Порсу.

## Демография
Динамика населения: